# Видродження (Запорожская область)
Видродження (укр. Відродження) — посёлок,
Новобогдановский сельский совет,
Мелитопольский район,
Запорожская область,
Украина.
Код КОАТУУ — 2323082002. Население по переписи 2001 года составляло 784 человека.

## Географическое положение
Посёлок Видродження находится на расстоянии в 1,5 км от села Николаевка и в 4,5 км от села Новобогдановка.
Через посёлок проходит автомобильная дорога Т-0811.
Рядом проходит железная дорога, станция Платформа 138 км в 3,5 км.

## Происхождение названия

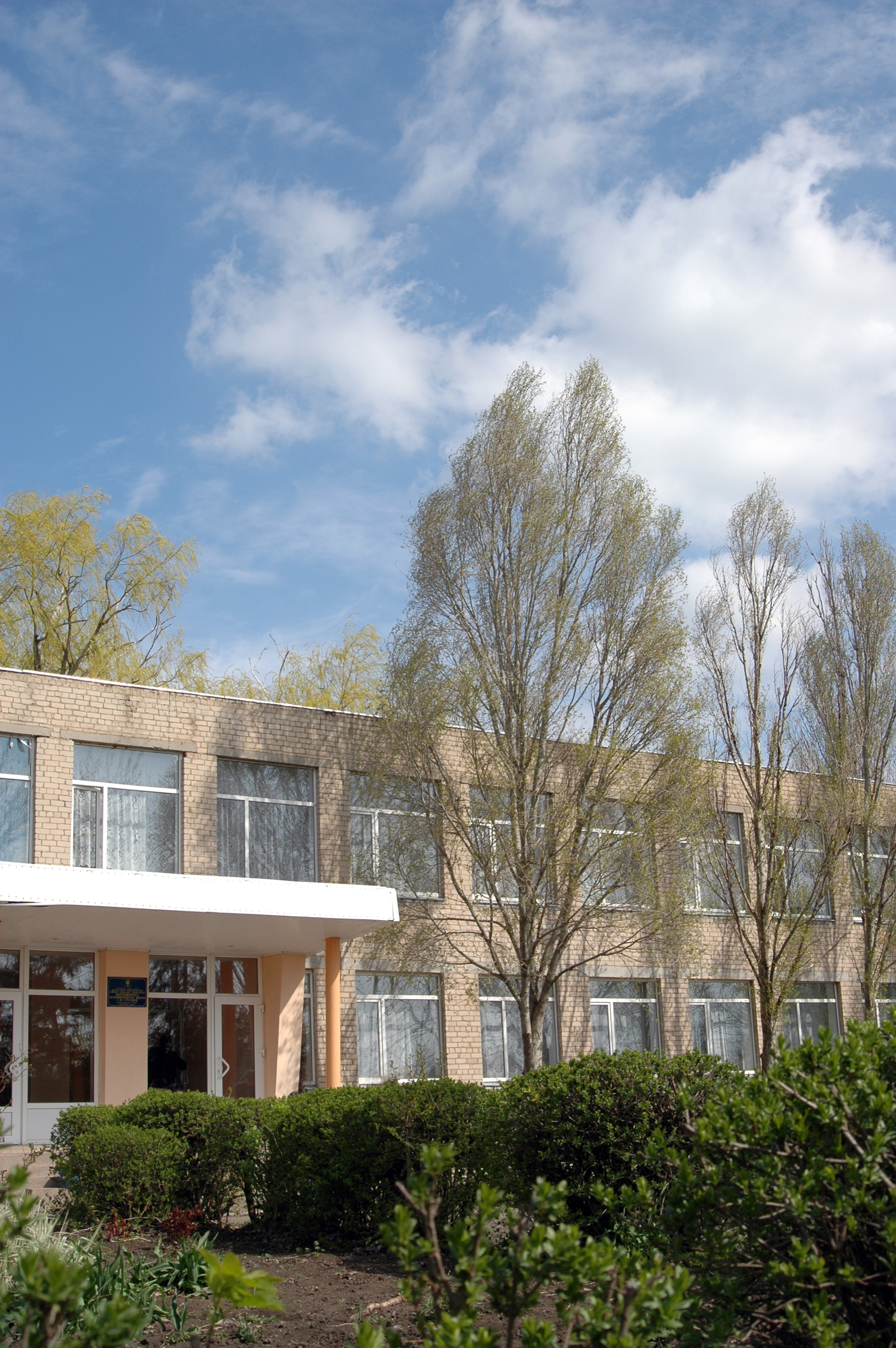
Видродженская школа

## История
- 1900 год — дата основания.

## Экономика
- Опытное хозяйство «Возрождение» института масличных культур Украинской академии аграрных наук.[2]

## Объекты социальной сферы
- Школа. Видродженская общеобразовательная школа I—III ступеней расположена по адресу ул. Горького, 7. В школе 10 классов, 74 ученика и 29 сотрудников. Директор школы — Горбенко Ольга Николаевна. В школе действуют кружки «Математическая логика», «Интересная информатика», «Компьютерная азбука», «Юные вязальщицы», «Равный равному», в которых в сумме занимаются 60 учеников. Детское самоуправление представлено Ученической республикой «Возрождение», во главе которой стоит ученический комитет из 14 учащихся.[3].

## Известные люди
- М. А. Дуброва — Герой Социалистического Труда[4]